# Eishockey-Europapokal 1984/85
Der Eishockey-Europapokal in der Saison 1984/85 war die 20. Austragung des gleichnamigen Wettbewerbs durch die Internationale Eishockey-Föderation IIHF. Der Wettbewerb begann im Oktober 1984; das Finale wurde im September 1985 ausgespielt. Insgesamt nahmen 20 Mannschaften teil. Der ZSKA Moskau verteidigte zum siebten Mal in Folge den Titel.

## Modus und Teilnehmer
Die Landesmeister des Spieljahres 1983/84 der europäischen Mitglieder der IIHF waren für den Wettbewerb qualifiziert. Der Wettbewerb wurde im K.-o.-System in Hin- und Rückspiel ausgetragen. Das Finale wurde in einer Fünfergruppe im Modus Jeder-gegen-Jeden ausgespielt.
| - CH Jaca - CS Megève - Dundee Rockets - Vissers Nijmegen - Ferencváros Budapest | - HC Davos - ZSKA Sofia - Steaua Bukarest - HK Olimpija Ljubljana - Hiversport Luxembourg | - HC Bozen (gesetzt für die 2. Runde) - VEU Feldkirch (gesetzt für die 2. Runde) - Polonia Bytom (gesetzt für die 2. Runde) - Tappara Tampere (gesetzt für die 2. Runde) - IL Sparta Sarpsborg (gesetzt für die 2. Runde) | - Kölner EC (gesetzt für die 3. Runde) - AIK Stockholm (gesetzt für die 3. Runde) - ASD Dukla Jihlava (gesetzt für die 3. Runde) - SC Dynamo Berlin (gesetzt für die 3. Runde) - ZSKA Moskau (Titelverteidiger; gesetzt für die 3. Runde) |

## Turnier

### 1. Runde
Die Spiele der ersten Runde wurden im Oktober 1984 ausgetragen. Zehn Mannschaften spielten die fünf Qualifikanten für die zweite Runde aus.
|                       |                       | Gesamt | 1. Spiel | 2. Spiel              |
| --------------------- | --------------------- | ------ | -------- | --------------------- |
| Vissers Nijmegen      | Hiversport Luxembourg | 45:0   | 19:0     | 26:0                  |
| CS Megève             | Dundee Rockets        | 22:5   | 10:1     | 12:4                  |
| HC Davos              | Ferencváros Budapest  | 24:5   | 17:4     | 7:1                   |
| HK Olimpija Ljubljana | ZSKA Sofia            | 13:12  | 6:5      | 4:5 n. V. → 3:2 n. P. |
| CH Jaca               | Steaua Bukarest       | 5:21   | 1:14     | 4:7                   |

### 2. Runde
Die Spiele der zweiten Runde wurden im November 1984 ausgetragen. Die fünf Sieger der ersten Runde sowie die fünf gesetzten Teilnehmer –  VEU Feldkirch,  Tappara Tampere,  IL Sparta Sarpsborg,  Polonia Bytom und  HC Bozen – spielten die fünf Qualifikanten für die dritte Runde aus.
|                     |                       | Gesamt | 1. Spiel | 2. Spiel              |
| ------------------- | --------------------- | ------ | -------- | --------------------- |
| CS Megève           | Tappara Tampere       | 6:29   | 1:14     | 5:15                  |
| HC Davos            | VEU Feldkirch         | 17:8   | 11:2     | 6:6                   |
| IL Sparta Sarpsborg | HC Bozen              | 11:15  | 5:11     | 6:4                   |
| Steaua Bukarest     | Polonia Bytom         | 7:12   | 4:6      | 3:6                   |
| Vissers Nijmegen    | HK Olimpija Ljubljana | 9:8    | 4:5      | 4:3 n. V. → 1:0 n. P. |

### 3. Runde
Die Spiele der dritten Runde wurden zwischen Dezember 1984 und Februar 1985 ausgetragen. Die fünf Sieger der zweiten Runde sowie die fünf gesetzten Teilnehmer –  SC Dynamo Berlin,  Kölner EC,  AIK Stockholm,  ASD Dukla Jihlava und der Titelverteidiger  ZSKA Moskau – spielten die fünf Qualifikanten für das Finalturnier aus.
|                  |                   | Gesamt | 1. Spiel | 2. Spiel              |
| ---------------- | ----------------- | ------ | -------- | --------------------- |
| HC Davos         | ZSKA Moskau       | 5:17   | 1:10     | 4:7                   |
| Tappara Tampere  | ASD Dukla Jihlava | 7:13   | 6:9      | 1:4                   |
| Vissers Nijmegen | AIK Stockholm     | 5:181  | 3:8      | 2:10                  |
| HC Bozen         | Kölner EC         | 4:15   | 1:6      | 3:9                   |
| Polonia Bytom    | SC Dynamo Berlin  | 9:7    | 3:1      | 4:6 n. V. → 3:1 n. P. |

1 Beide Spiele fanden in Nijmegen statt.

### Finalturnier
Das Finalturnier wurde vom 1. bis 7. September 1985 im französischen Megève ausgetragen. Die Spiele fanden im 2.700 Zuschauer fassenden Palais des Sports statt.
| 1. September 1985 | Kölner EC Helmut Steiger Peter Schiller Brian Young | 3:5 (1:2, 0:3, 2:0) | ASD Dukla Jihlava Dušan Pašek (2) Aleš Polcar Roman Božek Petr Vlk | Palais des Sports, Megève |

| 1. September 1985 | AIK Stockholm Mats Hessel Hans Segerberg Mats Alba | 3:0 (1:0, 0:0, 2:0) | Polonia Bytom | Palais des Sports, Megève |

| 3. September 1985 | Kölner EC Miroslav Sikora Gerd Truntschka Peter Schiller | 3:9 (0:4, 1:3, 2:2) | ZSKA Moskau Sergei Makarow (3) Wladimir Krutow (2) Nikolai Drosdezki Alexander Tschornych Alexei Gussarow Sergei Babinow | Palais des Sports, Megève |

| 3. September 1985 | ASD Dukla Jihlava Petr Vlk (2) Augustin Žák (2) Libor Dolana Dušan Pašek Oldřich Válek Roman Božek Michal Pivoňka Luděk Konopčík | 10:0 (3:0, 3:0, 4:0) | Polonia Bytom | Palais des Sports, Megève |

| 4. September 1985 | Polonia Bytom | 0:11 (0:3, 0:1, 0:7) | ZSKA Moskau Sergei Makarow (3) Wjatscheslaw Fetissow (2) Michail Wassiljew Sergei Babinow Wjatscheslaw Bykow Igor Stelnow Irek Gimajew Igor Larionow | Palais des Sports, Megève |

| 4. September 1985 | ASD Dukla Jihlava Libor Dolana | 1:3 (0:1, 0:0, 1:2) | AIK Stockholm Mats Hessel Björn Hellman Tommy Lehmann | Palais des Sports, Megève |

| 6. September 1985 | AIK Stockholm Odd Nilsson | 1:5 (0:2, 1:3, 0:0) | ZSKA Moskau Igor Stelnow Sergei Babinow Igor Larionow Sergei Makarow Michail Wassiljew | Palais des Sports, Megève |

| 6. September 1985 | Kölner EC Miroslav Sikora Gerd Truntschka Doug Berry Gordon Blumenschein Helmut Steiger | 5:4 (1:2, 2:2, 2:0) | Polonia Bytom Marek Stebnicki (2) Jurkiewicz Krystian Sikorski | Palais des Sports, Megève |

| 7. September 1985 | ZSKA Moskau Andrei Chomutow (2) Alexander Weselow Nikolai Drosdezki Wladimir Krutow Wjatscheslaw Bykow | 6:4 (3:1, 2:1, 1:2) | ASD Dukla Jihlava Oldřich Válek (2) Dušan Pašek Jiří Šejba | Palais des Sports, Megève |

| 7. September 1985 | AIK Stockholm Peter Gradin Henrik Cedergren Per Martinelle | 3:6 (1:2, 2:2, 0:2) | Kölner EC Brian Young (2) Steve McNeill (2) Helmut Steiger Doug Berry | Palais des Sports, Megève |

| Pl. |                   | Sp | S | U | N | Tore  | Punkte |
| --- | ----------------- | -- | - | - | - | ----- | ------ |
| 1.  | ZSKA Moskau       | 4  | 4 | 0 | 0 | 31:08 | 8:0    |
| 2.  | Kölner EC         | 4  | 2 | 0 | 2 | 17:21 | 4:4    |
| 3.  | ASD Dukla Jihlava | 4  | 2 | 0 | 2 | 20:12 | 4:4    |
| 4.  | AIK Stockholm     | 4  | 2 | 0 | 2 | 10:12 | 4:4    |
| 5.  | Polonia Bytom     | 4  | 0 | 0 | 4 | 04:29 | 0:8    |

| Pl. |                   | Sp | S | U | N | T   | Pkt |
| --- | ----------------- | -- | - | - | - | --- | --- |
| 2.  | Kölner EC         | 2  | 1 | 0 | 1 | 9:8 | 2   |
| 3.  | ASD Dukla Jihlava | 2  | 1 | 0 | 1 | 6:6 | 2   |
| 4.  | AIK Stockholm     | 2  | 1 | 0 | 1 | 6:7 | 2   |

#### Beste Scorer
Abkürzungen: G = Tore, A = Assists, Pts = Punkte; Fett: Turnierbestwert
| Spieler               | Team    | G | A | Pts |
| --------------------- | ------- | - | - | --- |
| Sergei Makarow        | Moskau  | 2 | 9 | 11  |
| Igor Larionow         | Moskau  | 7 | 1 | 8   |
| Helmut Steiger        | Köln    | 3 | 4 | 7   |
| Andrei Chomutow       | Moskau  | 3 | 4 | 7   |
| Miroslav Sikora       | Köln    | 2 | 4 | 6   |
| Wladimir Krutow       | Moskau  | 4 | 1 | 5   |
| Wjatscheslaw Fetissow | Moskau  | 2 | 3 | 5   |
| Nikolai Drosdezki     | Moskau  | 2 | 3 | 5   |
| Uwe Krupp             | Köln    | 0 | 5 | 5   |
| Dušan Pašek           | Jihlava | 4 | 0 | 4   |

### Siegermannschaft
| Europapokalsieger ZSKA Moskau | Torhüter: Jewgeni Beloscheikin, Alexander Tyschnych Verteidiger: Sergei Babinow, Wjatscheslaw Fetissow, Alexei Gussarow, Alexei Kassatonow, Sergei Starikow, Igor Stelnow, Wladimir Subkow Angreifer: Wjatscheslaw Bykow, Andrei Chomutow, Nikolai Drosdezki, Alexander Gerassimow, Irek Gimajew, Wladimir Krutow, Igor Larionow, Sergei Makarow, Oleg Malzew, Sergei Nemtschinow, Wiktor Schluktow, Alexander Sybin, Alexander Tschornych, Michail Wassiljew, Alexander Weselow Cheftrainer: Wiktor Tichonow |